# Saint-Vital (Saboia)
Saint-Vital é uma comuna francesa na região administrativa de Auvérnia-Ródano-Alpes, no departamento de Saboia. Estende-se por uma área de 3,6 km². Em 2010 a comuna tinha 719 habitantes (densidade: 199,7 hab./km²).